# 33è Festival Internacional de Cinema de Canes
El 33è Festival Internacional de Cinema de Canes es va dur a terme del 9 al 23 de maig de 1980. La Palma d'Or fou atorgada a All That Jazz de Bob Fosse i Kagemusha d'Akira Kurosawa.
El festival va obrir amb Fantastica, dirigida per Gilles Carle i va tancar amb Sono fotogenico, dirigida per Dino Risi. L'exhibició de la pel·lícula Stàlker d'Andrei Tarkovsky fou interrompuda per una vaga d'electricistes.

## Jurat
Les següents persones foren nomenades per formar part del jurat en l'edició de 1980:
Pel·lícules
- Kirk Douglas (EUA) President
- Ken Adam (GB)
- Robert Benayoun (França)
- Veljko Bulajić (Iugoslàvia)
- Leslie Caron (França)
- Charles Champlin (EUA)
- André Delvaux (Bèlgica)
- Gian Luigi Rondi (Itàlia)
- Michael Spencer (Canadà)
- Albina du Boisrouvray (França)

## Selecció oficial

### En competició – pel·lícules
Les següents pel·lícules competiren per la Palma d'Or:
- All That Jazz de Bob Fosse
- Being There de Hal Ashby
- The Big Red One de Samuel Fuller
- Breaker Morant de Bruce Beresford
- Bye Bye Brasil de Carlos Diegues
- Constans de Krzysztof Zanussi
- Dedicatoria de Jaime Chávarri
- Ek Din Pratidin de Mrinal Sen
- Fantastica de Gilles Carle
- Örökség de Márta Mészáros
- Jaguar de Lino Brocka
- Kagemusha d'Akira Kurosawa
- Salto nel vuoto de Marco Bellocchio
- The Long Riders de Walter Hill
- Loulou de Maurice Pialat
- Le Chaînon manquant de Picha
- El meu oncle d'Amèrica d'Alain Resnais
- Out of the Blue de Dennis Hopper
- Kaltgestellt de Bernhard Sinkel
- Sauve qui peut (la vie) de Jean-Luc Godard
- Poseban tretman de Goran Paskaljević
- La terrazza d'Ettore Scola
- Une semaine de vacances de Bertrand Tavernier

### Un Certain Regard
Les següents pel·lícules foren seleccionades per competir a Un Certain Regard:
- Charike-ye Tārā de Bahram Beyzai
- Der Kandidat de Volker Schlöndorff
- Kristoffers hus de Lars Lennart Forsberg
- Csontváry de Zoltán Huszárik
- Dani od snova de Vlatko Gilic
- La Femme enfant de Raphaële Billetdoux
- The Gamekeeper de Ken Loach
- Portrait d'un homme 'à 60% parfait': Billy Wilder d'Annie Tresgot
- Causa Králík de Jaromil Jireš
- Sitting Ducks de Henry Jaglom
- Maledetti vi amerò de Marco Tullio Giordana
- Wege in der Nacht de Krzysztof Zanussi
- Der Willi-Busch-Report de Niklaus Schilling

### Pel·lícules fora de competició
Les següents pel·lícules foren seleccionades per ser projectades fora de competició:
- Breaking Glass de Brian Gibson
- La città delle donne de Federico Fellini
- Sono fotogenico de Dino Risi
- Lightning Over Water de Wim Wenders, Nicholas Ray
- Nezha nao hai de Yan Dingxian, Wang Shuchen, Xu Jingda
- Téléphone public de Jean-Marie Périer
- Le risque de vivre de Gérald Calderon
- Stàlker d'Andrei Tarkovsky
- Stir de Stephen Wallace
- SuperTotò de Brando Giordani, Emilio Ravel

### Curtmetratges en competició
Els següents curtmetratges competien per Palma d'Or al millor curtmetratge:
- Arrêt momentané de Marie-France Siegler
- The Beloved de Michel Bouchard
- Canada Vignettes: The Performer de Norma Bailey
- Grandomaniya de Nikolay Todorov
- Krychle de Zdenek Smetana
- Magyar kepek de Csaba Szórády
- La Petite enfance du cinéma de Joël Farges
- Rails de Manolo Otero
- Scheherazade de Susan Casey, Nancy Naschke
- Seaside Woman de Oscar Grillo
- Sky Dance de Faith Hubley
- Z górki de Marian Cholerek

## Seccions paral·leles

### Setmana Internacional dels Crítics
Els següents llargmetratges van ser seleccionats per ser projectats per a la dinovena Setmana de la Crítica (19e Semaine de la Critique):
- Istòria d'Adrian (Histoire d'Adrien) de Jean-Pierre Denis (França)
- Babylon de Franco Rosso (U.K.)
- Best Boy de Ira Wohl (Estats Units)
- Immacolata e Concetta, l'altra gelosia de Salvatore Piscicelli (Itàlia)
- Aktorzy prowincjonalni d'Agnieszka Holland (Polònia)
- Jūkyūsai no Chizu de Mitsuo Yanagimachi (Japó)
- Bildnis einer trinkerin d'Ulrike Ottinger (RFA)

### Quinzena dels directors
Les següents pel·lícules foren exhibides en la Quinzena dels directors de 1980 (Quinzaine des Réalizateurs):
- Afternoon of War de Karl Francis
- Aziza d'Abdellatif Ben Ammar
- The Blood Of Hussain de Jamil Dehlavi
- Carny de Robert Kaylor
- Gaijin – Os Caminhos da Liberdade de Tizuka Yamasaki
- Gal Young Un de Victor Nuñez
- L'Homme à tout faire de Micheline Lanctôt
- Hazal d'Ali Ozgentürk
- Manhã Submersa de Lauro Antonio
- Manoa de Solveig Hoogesteijn
- Mater amatísima de Josep Antoni Salgot i Vila
- Oggetti Smarriti de Giuseppe Bertolucci
- Opname d'Erik van Zuylen, Marja Kok
- Ordnung de Sohrab Shahid Saless
- Die Patriotin de Alexander Kluge
- Pelnia d'Andrzej Kondratiuk
- Prostitute de Tony Garnett
- Radio On de Christopher Petit
- Die Reinheit des Herzens de Robert van Ackeren
- Sonntagskinder de Michael Verhoeven
- Vasárnapi szülök de János Rózsa
- Union City de Marcus Reichert

Curtmetratges
- Noticiero Incine de Frank Pineda, Ramiro Lacayo
- Ovtcharsko de Christo Kovatchev
- Vietnam, voyage dans le temps de Edgar Telles Ribeiro

## Premis

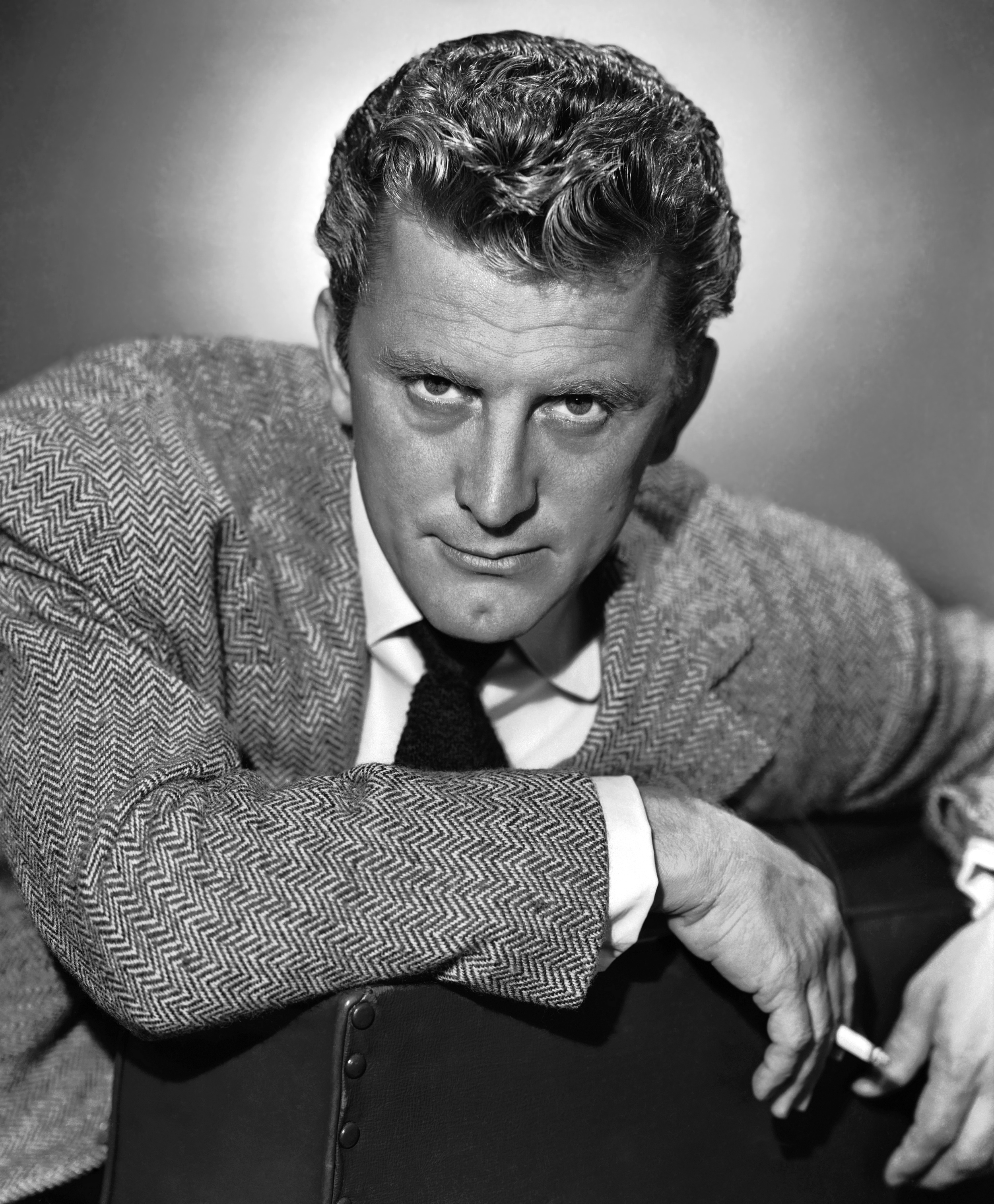
Kirk Douglas, president del jurat

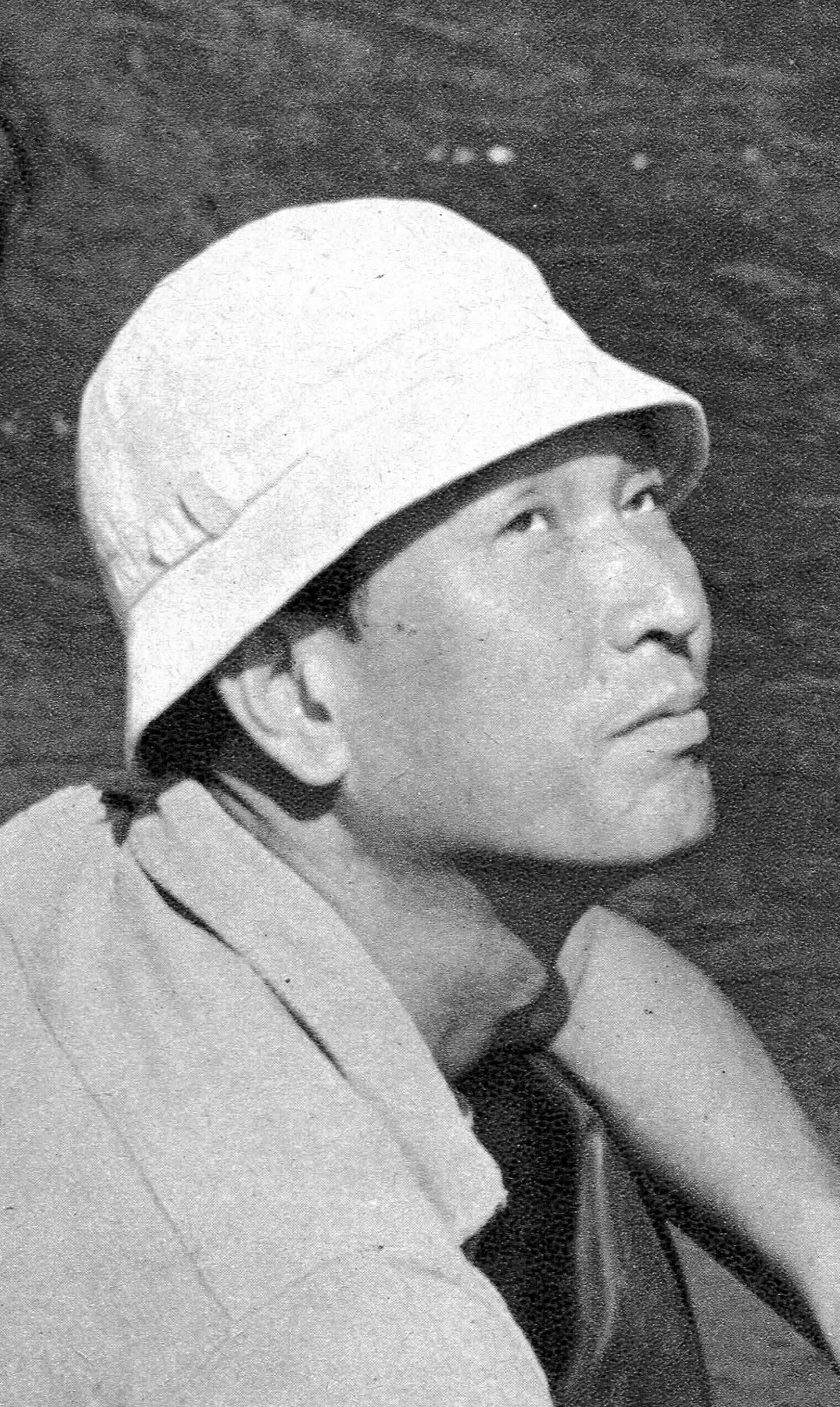
Akira Kurosawa, guanyador de la Palma d'Or

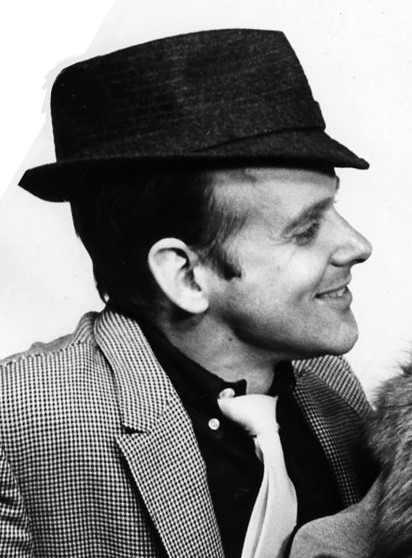
Bob Fosse, guanyador de la Palma d'Or

### Premis oficials
Els guardonats en les seccions oficials de 1980 foren:
- Palma d'Or:
  - All That Jazz de Bob Fosse
  - Kagemusha de Akira Kurosawa
- Grand Prix: El meu oncle d'Amèrica d'Alain Resnais (unànimement)
- Millor guió: Ettore Scola, Agenore Incrocci i Furio Scarpelli per La terrazza
- Millor actriu: Anouk Aimée per Salto nel vuoto
- Millor actor: Michel Piccoli per Salto nel vuoto
- Millor actriu secundària: Milena Dravić per Poseban tretman i Carla Gravina per La terrazza
- Millor actor secundari: Jack Thompson per Breaker Morant
- Premi del Jurat: Constans de Krzysztof Zanussi

Càmera d'Or
- Caméra d'Or: Istòria d'Adrian de Jean-Pierre Denis

'Curtmetratges
- Palma d'Or al millor curtmetratge: Seaside Woman d'Oscar Grillo
- Premi del jurat: Canada Vignettes: The Performer de Norma Bailey i Krychle de Zdenek Smetana

### Premis independents
Premis FIPRESCI
- El meu oncle d'Amèrica d'Alain Resnais (En competició)
- Aktorzy prowincjonalni d'Agnieszka Holland (Setmana internacional de la Crítica)
- Gaijin – Os Caminhos da Liberdade de Tizuka Yamasaki (Quinzena dels realitzadors)

Commission Supérieure Technique
- Gran Premi Tècnic: Le Risque de vivre de Gérald Calderon (exhibida fora de competició)

Jurata Ecumènic
- Premi del Jurat Ecumènic: Constans de Krzysztof Zanussi

## Mèdia
- INA: Palma d'Or a Akira Kurosawa i Bob Fosse  (Dirk Bogarde i Kirk Douglas presenten la Palma d'Or a Akira Kurosawa per "Kagemusha" i per Bob Fosse per "All That Jazz" - comentari en francès)
- INA: Crònica del festival de 1980 (francès)